# يوخن أوت
يوخن أوت (بالألمانية: Jochen Ott)‏ هو مدرس وسياسي ألماني، ولد في 9 مايو 1974 في كولونيا في ألمانيا. نشط حزبياً في الحزب الديمقراطي الاجتماعي الألماني (1982 – 1982). وقد انتخب عضو المجلس المحلي ‏ city council of Cologne ‏ (2014 – مايو 2015) وانتخب عضو المجلس المحلي ‏ city council of Cologne ‏ (2004 – 24 نوفمبر 2010) وانتخب عضو مجلس الشورى الموحد شمال الراين وستفاليا وقد انضم خلال فترته النيابية ‏ (9 يونيو 2010 – ) للكتلة البرلمانية الحزب الديمقراطي الاجتماعي الألماني.

## وصلات خارجية
- الموقع الرسمي